# Аджман (футбольний клуб)
Футбольний клуб «Аджман» (араб. نادي عجمان) — професійний еміратський футбольний клуб з міста Аджман. У 2015 році «Аджман» опустився до другого дивізіону, але зумів повернутися до вищого дивізіону в 2017 році.

## Історія
Клуб був заснований у 1974 році після злиття трьох клубів: «Аш-Шоала», «Аль-Хіляль» і «Ан-Наср», незабаром після їх участі в чемпіонаті 1973—1974 років.

## Форма і спонсори
Традиційним кольором домашньої форми клубу «Аджман» є оранжевий. Виробником форми для клубу є компанія «Adidas». З 2018 по 2021 рік виробником комплектів була компанія «Hummel», а до цього компанія «Uhlsport». Титульним спонсором клубу є «Ajman Bank».

## Титули і досягнення
- Кубок ліги ОАЕ: 2013
- Кубок Президента ОАЕ: 1983—1984
- Кубок віце-президентів: 2010—2011